# Xiphosceloides
Xiphosceloides is een geslacht van kevers uit de familie bladsprietkevers (Scarabaeidae). Het geslacht werd voor het eerst wetenschappelijk beschreven in 1992 door Erik Holm.

## Soorten
- Xiphosceloides antoini Holm, 1992